# サン＝フェリックス＝ロラゲ
サン＝フェリックス＝ロラゲ （Saint-Félix-Lauragais、オック語:Sant Felitz de Lauragués）は、フランス、オクシタニー地域圏、オート＝ガロンヌ県のコミューン。

## 地理
サン＝フェリックス＝ロラゲは、旧国道622号線でトゥールーズの南東40kmのところにある、ロラゲ地方の古いバスティッドである。コミューンはオード県との県境の町である。
コミューンをロード川、ヴァンディネル川、リゴル川が流れる。
サン＝フェリックスの村落は、ルヴェルの平野を見下ろす石灰岩質の尾根（ケスタ）の上に腰掛けるようにしてあり、ノワール山地の西端と向かい合っている。そこはサンティアゴの巡礼路の1つ、トロザーヌ街道である。

## 歴史
コミューンの土地には新石器時代から人が定住していた。アンリ・ド・セヴラック（画家ジルベール・ド・セヴラックの兄で、作曲家デオダ・ド・セヴラックの叔父）が19世紀にコミューンで発見して収集していた先史時代の家具がその証拠である。彼の収集品の一部がトゥールーズ博物館で展示されている。
村落はサン＝フェリックス＝ド＝カラマン（Saint-Félix-de-Caraman）の名で知られていた。1167年にカタリ派がサン＝フェリックスの教会会議のためこの地に集まり、ボゴミル派の司教ニケタスが議長を務めた。彼はフランス、ロンバルディア、トゥールーズ、アルビ、アジャン、カルカソンヌから集まったカタリ派の司教を慰労した。
1921年、単なるサン＝フェリックスからサン＝フェリックス＝ロラゲに正式に改名した。

## 経済
サン＝フェリックスは本質的に農業（穀物生産、ヤギの飼育）と観光のコミューンである。

## 人口統計
| 1962年 | 1968年 | 1975年 | 1982年 | 1990年 | 1999年 | 2006年 | 2012年 |
| ------ | ------ | ------ | ------ | ------ | ------ | ------ | ------ |
| 1349   | 1192   | 1110   | 1188   | 1177   | 1301   | 1348   | 1311   |

source=1999年までLdh/EHESS/Cassini、2004年以降INSEE

## 史跡

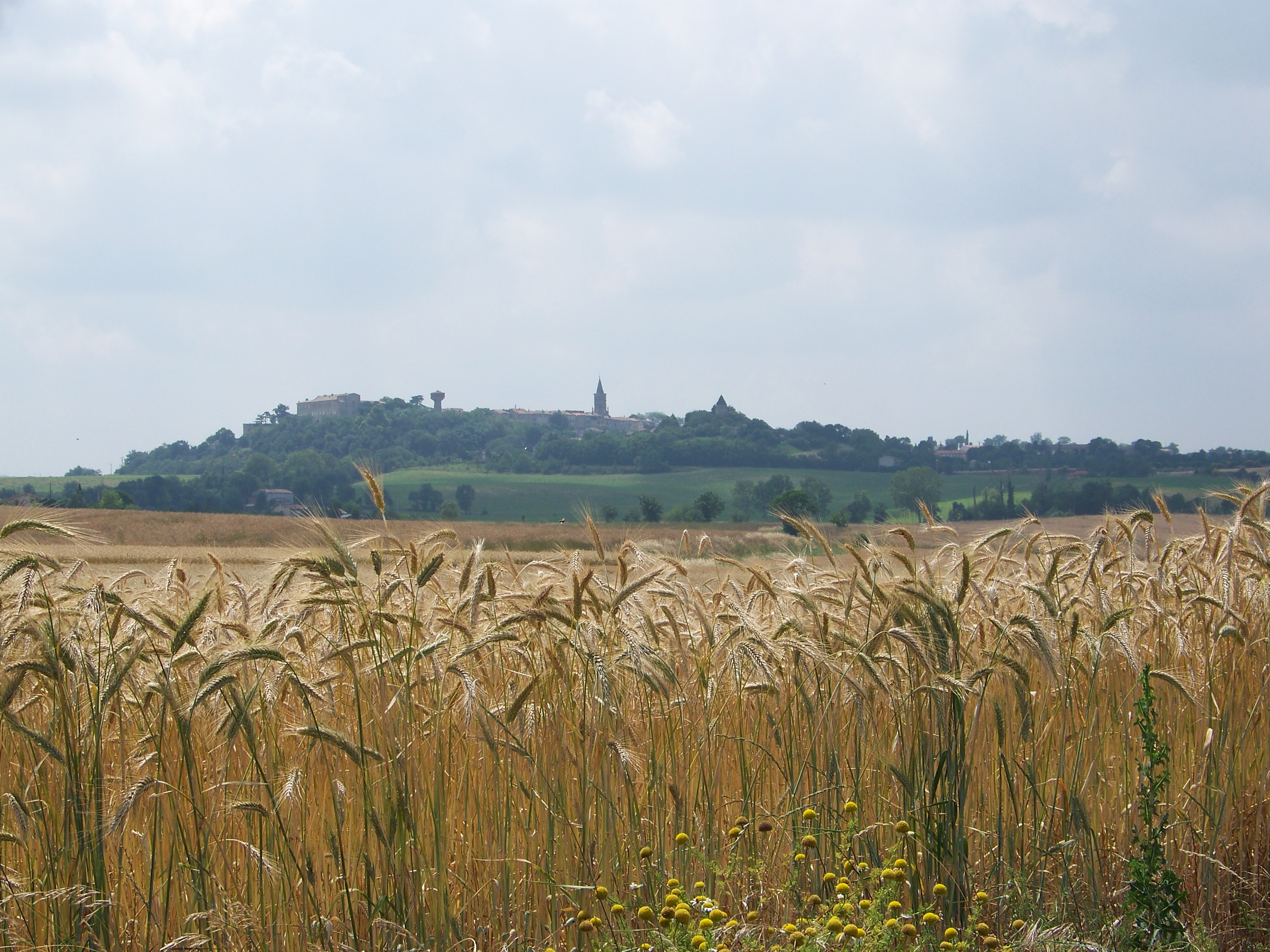
ルマンの方角から眺めた村落
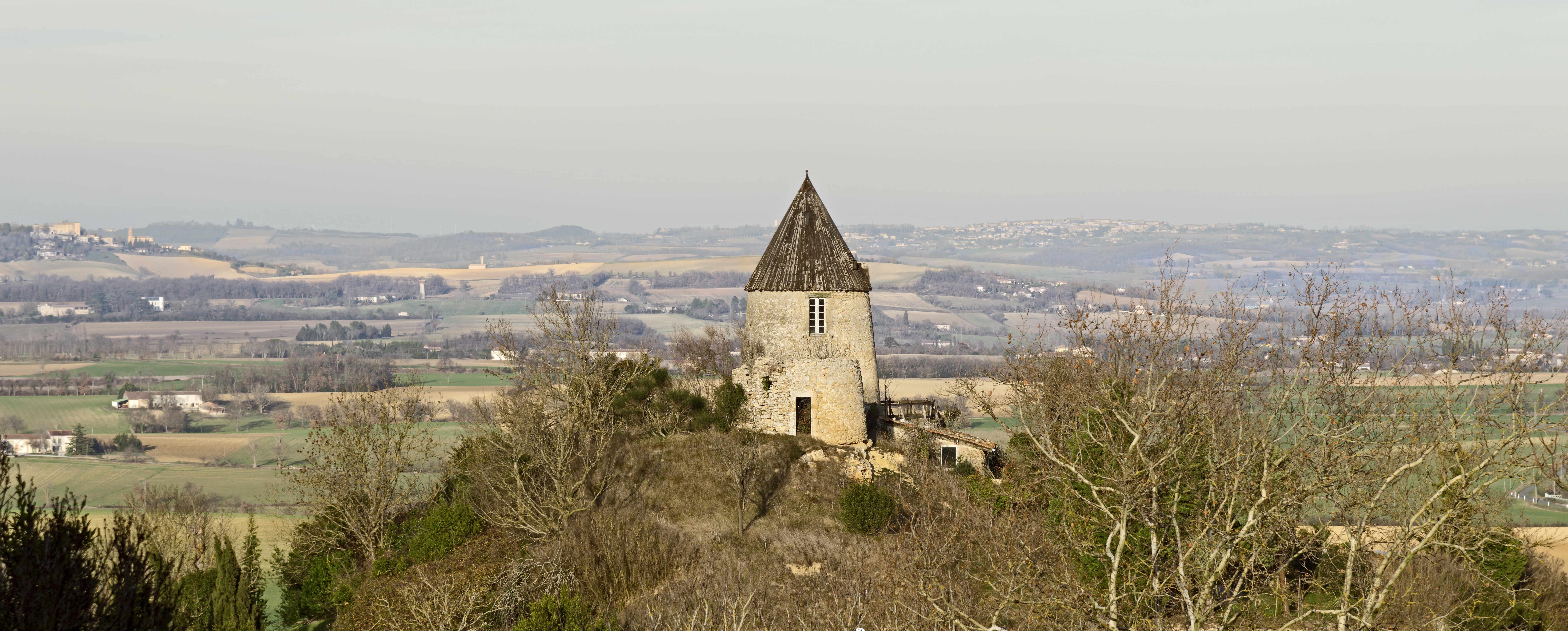
古い製粉所
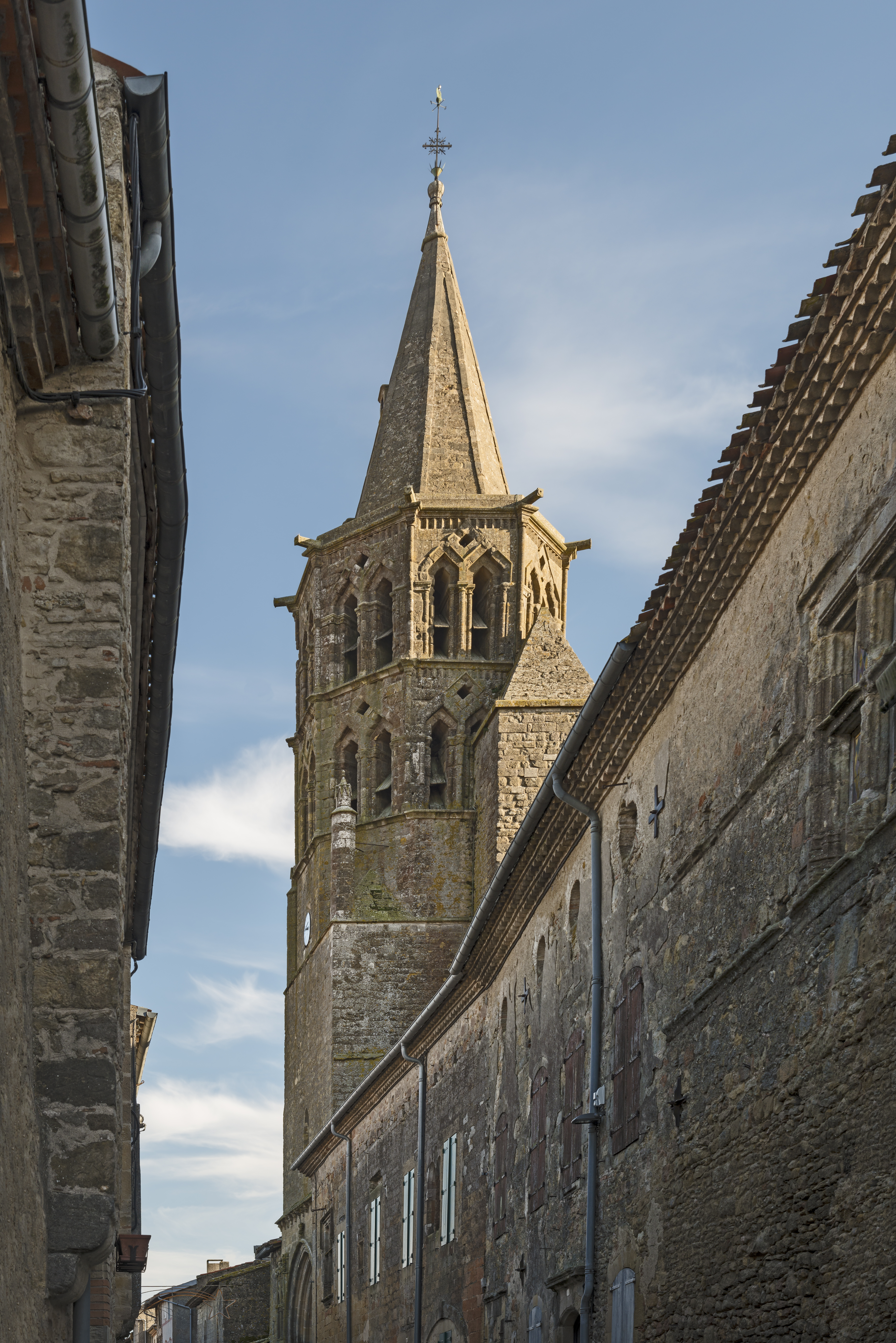
教会の尖塔
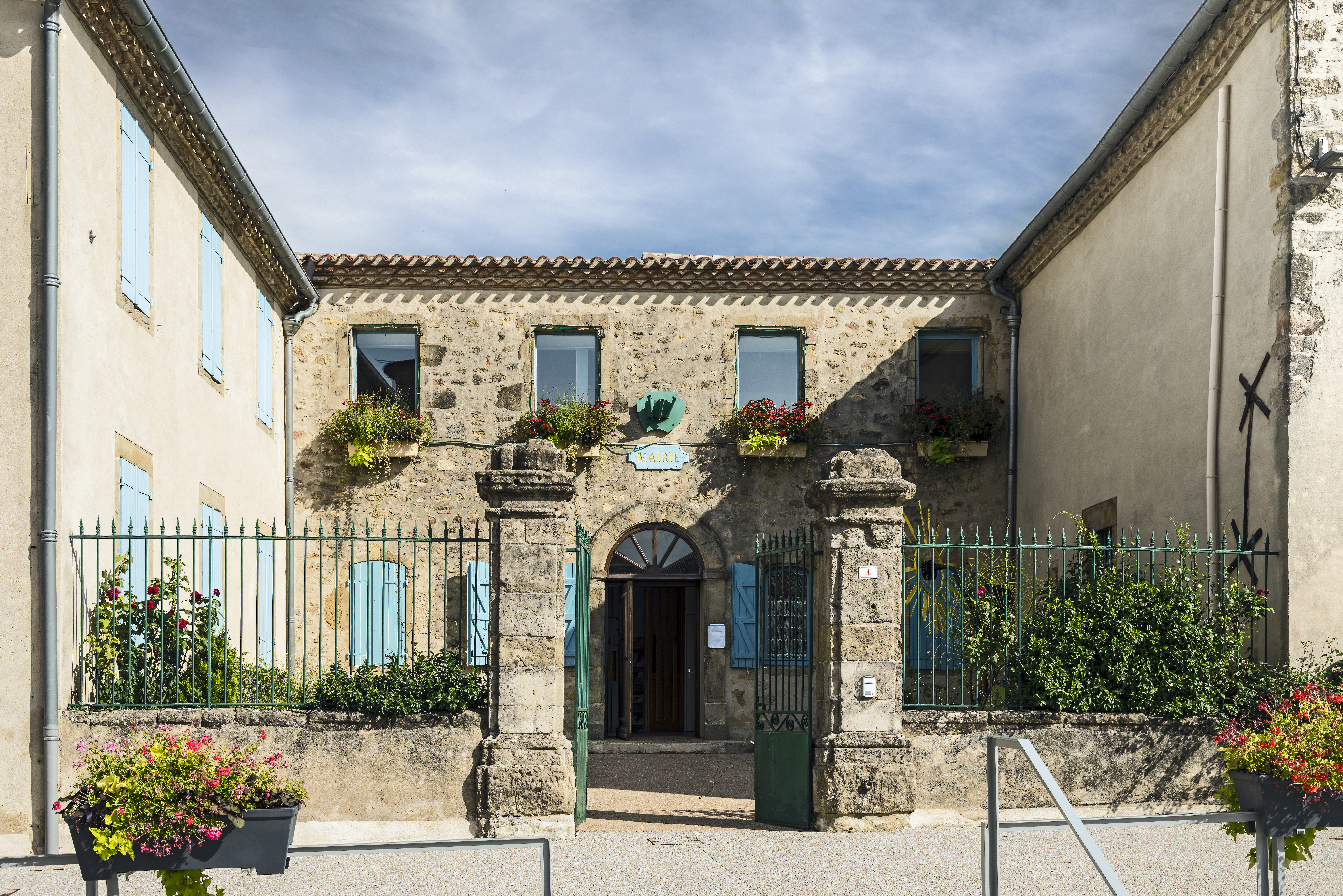
役場
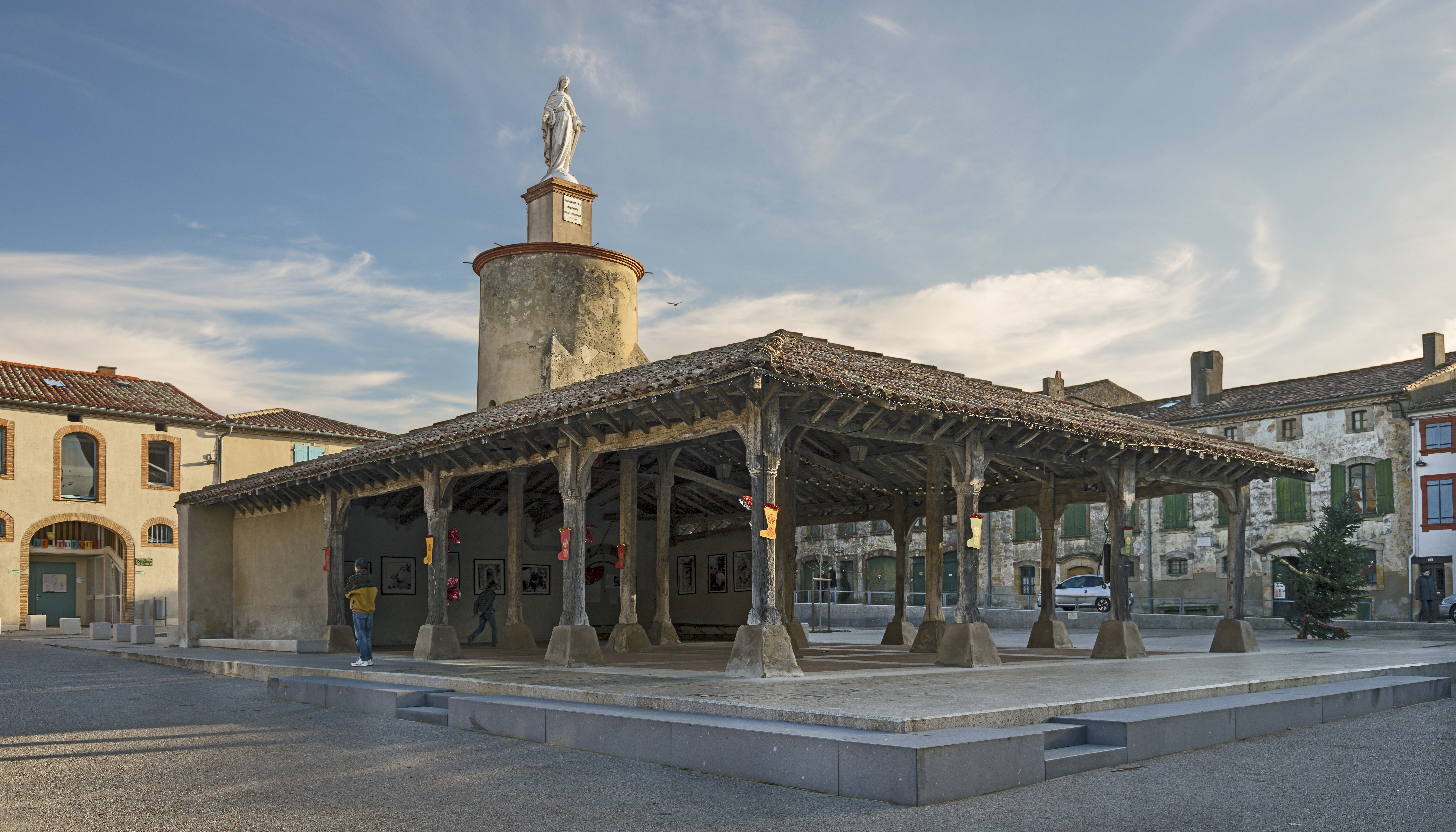
アル
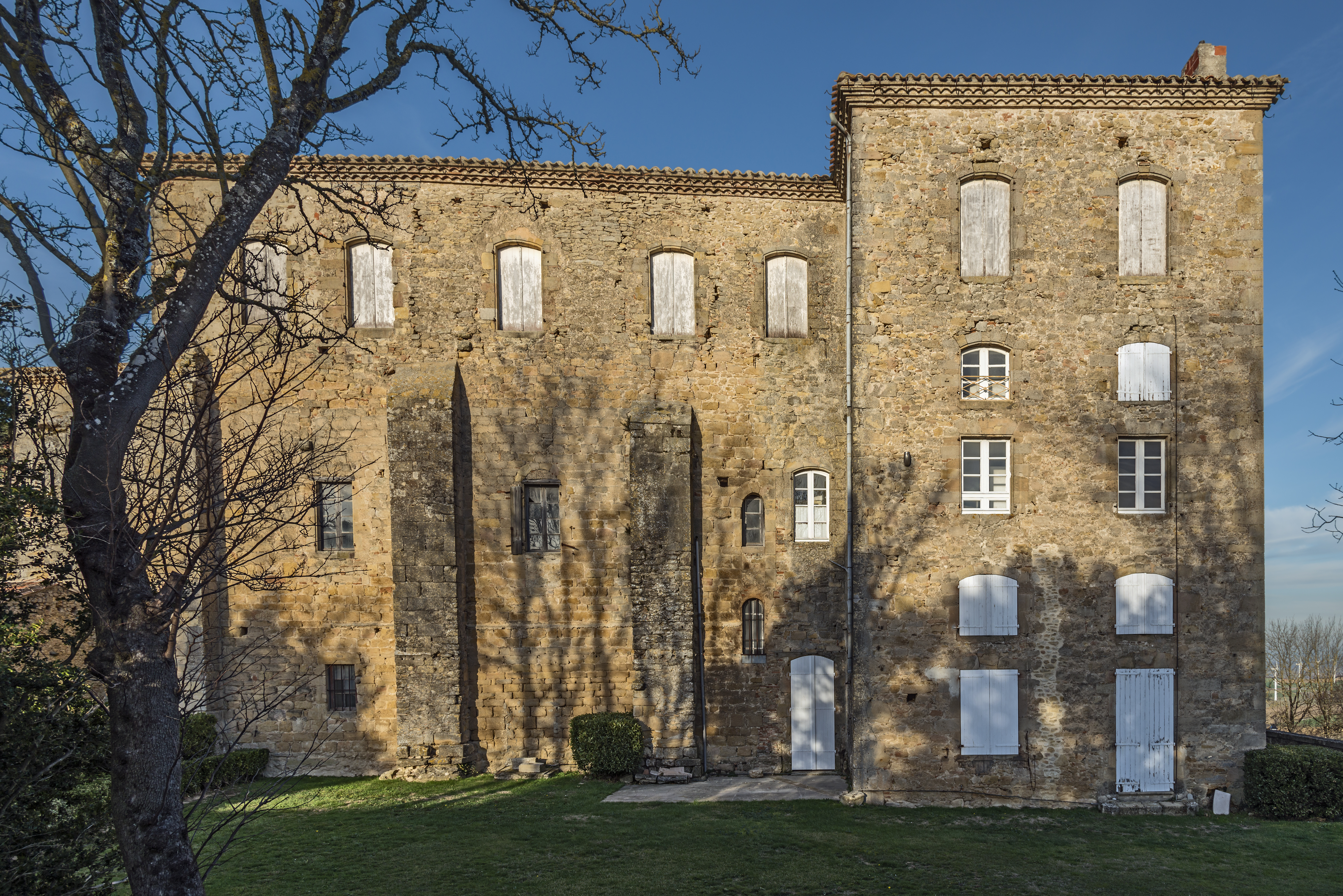
シャトーのファサード

## 出身者
- ギヨーム・ド・ノガレ
- デオダ・ド・セヴラック